# فرناندو أليغريا
فرناندو أليغريا (بالإسبانية: Fernando Alegría)‏ هو كاتب وشاعر تشيلي، ولد في 26 سبتمبر 1918 في سانتياغو في تشيلي، وتوفي في 29 أكتوبر 2005 في والنوت كريك في الولايات المتحدة.

## وصلات خارجية
- فرناندو أليغريا على موقع ميوزك برينز (الإنجليزية)
- فرناندو أليغريا على موقع ديسكوغز (الإنجليزية)